# Evropská silnice E91
Mezinárodní silnice E91 je evropská silnice, která vede na samém jihu Turecka na trase od Adany přes provincii Hatay směrem do Sýrie a Libanonu. Odbočuje z páteřní evropské silnice E90 a je dlouhá 170 km. Je vedena zčásti po dálnici a zčásti po rychlostních silnicích. Na hranici se Sýrií na ni navazuje mašrecká silnice M51.

## Trasa
Turecko
- Ceyhan (E90) – Erzin – İskenderun –
- – Belen – odb. Kırıkhan (E98) – Antakya
- – Yayladağı

přechod do  Sýrie  Kassab → Latakia